# Јамата но Ороћи
Јамата но Ороћи (八岐大蛇) или Ороћи (大蛇), је легендаран осмоглави и осморепи јапански змај. Јапанско име orochi 大蛇 изведено је од старе јапанске речи woröti, али је његова етимологија енигма. Поред овог древног orochi читања, канђи 大蛇 се углавном чита као daija, односно "велика змија".

## Митологија
Јамата но Ороћи легенде су оригинално записане у два древна текста о јапанској митологији и историји. Кођики (680. г.н.е.) транскрибује змајево име као 八岐遠呂智, а Нихон шоки (720. г.н.е.) га пише као 八岐大蛇. У обе верзије мита о Ороћију, шинто бог громова Сусаноо је протеран из раја јер је преварио своју сестру Аматерасу, богињу сунца.
Нагон прогнанства из раја, Сусаноо се сусреће са два "земаљска бога" (國神, kunitsukami) у близини извора реке Хи (簸川, данас 斐伊川), у провинцији Изумо. Они тугују јер су приморани да већ седам година, сваке године једну од својих ћерки дају Ороћију, и сада морају жртвовати своју осму, принцезу Кушинада (櫛名田比). Сусаноо пристаје да им пружи своју помоћ, под условом да заузврат добије девојку за себе. Он претвара принцезу у чешаљ и ставља је у своју косу, затим говори земаљским боговима да му донецу алкохол прерађен осам пута, да направе округлу ограду и у њој направе осам капија, да код сваке од капија ставе осам платформи, на сваку платформу поставе врч алкохола, и да чекају. Они припремише све и чекаше, и стварно, као што је и речено, осмоглава змија појави се и одмах умочи својих осам глава у сваки од осам врчева и попи сав алкохол који се у њима налазио. Под утицајем алкохола змија је спустила своје главе и заспала. Затим је Сусаноо извукао своју сабљу и исекао змију на комаде, након чега се река Хи претворила у реку крви. Када је исекао један од репова, врх његове сабље је напрсао. Сусаноо је помислио да је то чудно, те је забоо врх свог мача у месо змије, распорио га и унутар њега угледао велики мач.
Мач који је Сусаноо пронашао је легендарни мач Kusanagi-no-Tsurugi, који заједно са огледалом Yata no Kagami и драгуљем Yasakani no Magatama чини три свете Царске регалије Јапана.

## Митолошке паралеле
Вишеглаве животиње су ретке у биологији али веома честе у митологији. Вишеглави змајеви, као што је осмоглави Ороћи, устаљен су мотив у компаративној митологији. Неки од таквих примера у грчкој митологији је бог ветра Тифон, који је имао неколико вишеглавих потомака, укључујући деветоглаву Лернејску хидру и стоглавог Ладона, обоје убијени од стране Хераклеа.
Друга два јапанска примера изведена су из будистичких увоза индијских митова о змајевима. Бензаитен, јапанско име за Сарасватија, наводно је убио петоглавог змаја у Еношими, 552. г.н.е. Кузурју (Kuzuryū 九頭龍) "деветоглави змај", изведен од Нагарађа краљева змија Васуки и Шеша, је обожаван у Тогакуши храму у Нагано префектури.
Ако упоредимо фолклор о вишеглавим змајевима и змијама, осмоглава бића су много ређа од седмоглавих или деветоглавих.
Убијање змаја је мотив који се може наћи и у легендама Камбоџе, Индије, Персије, западне Азије, источне Африке и у пределу Медитерана. Првенствено мотив змаја настао је у Кини и проширио се кроз делове Европе као што су Русија и Украјина где можемо видети Турски, Кинески и Монголски утицај на "словенске змајеве".
Мит у ком се бог громова бори против морске змије је популаран митски мотив који је потенцијално настао заједно са Прото-Индо-Европском религијом и касније се пренео у религије древног блиског истока. Овај мотив, познатији као chaoskampf (немачки израз за "борбу против хаоса"), представља сукоб између реда и хаоса. У великом броју случаја, како ови митови еволуирају из свог оригиналног извора, улога бога громова је усвојена од стране хероја културе или особа које симболизују краљевство. Неке од најпознатијих митолошких паралела приче о Сусаноу против Ороћија су:
- Тор против Јормунгарда (нордијска митологија)
- Зевс против Тифона (грчка митологија)
- Свети Ђорђе против аждаје (словенска митологија)
- Ра против Апепа (египатска митологија)
- Ју Велики против Шиенглуа (кинеска митологија)

Постоји још велики број примера у митологијама широм света, и у већини тих примера змија је приказана као вишеглава или вишерепа.